# 1812. Napoleons fatale veldtocht naar Moskou

Weergave van Napoleons aftocht uit Moskou

1812. Napoleons fatale veldtocht naar Moskou is een in romanvorm geschreven verslag van de gebeurtenissen rond de Franse invasie van Rusland in 1812, door de verenigde legers (Grande Armée) onder bevel van Napoleon Bonaparte. Deze mislukte operatie verstoorde de toenmalige politieke machtsverhoudingen grondig en luidde het einde in van Napoleons greep op het continentale Europa. Het boek is geschreven door de Pools-Engelse historicus Adam Zamoyski, een expert in militaire geschiedenis. In 2007 verscheen Zamoyski's vervolg: Rites of Peace. The Fall of Napoleon & The Congress of Vienna in vertaling: De ondergang van Napoleon en het Congres van Wenen.

## Inhoud en stijl
De auteur schetst in het boek in 25 hoofdstukken de aanloop, de culturele, politieke en maatschappelijke context, de gedetailleerde krijgsverrichtingen en de betekenis voor de Europese geschiedenis tot in deze tijd van de mislukte veldtocht van Napoleon tegen het tsaristische Rusland onder Alexander I. Zamoyski deed dankzij zijn talenkennis een beroep op indertijd recent Russisch geschiedkundig onderzoek en ooggetuigenverslagen uit heel Europa, om een realistisch beeld te schetsen van de ervaringen van soldaten en burgers aan beide zijden van het militair conflict.
Het boek leest als een roman waarbij de lezer aan de hand van gedetailleerde beschrijvingen zich een realistisch een beeld kan vormen van Napoleons debacle, een militaire blunder en een menselijke tragedie voor de Russische samenleving.
Het boek is voorzien van kaartmateriaal en verklarende (tijds)schema's, getekende afbeeldingen van ooggetuigen van de veldtocht, een uitgebreid notenregister en 24 bladzijden verwijzingen naar bronnenmateriaal.

## Hoofdstukken van het boek
- Caesar
- Alexander I
- De ziel van Europa
- Richting oorlog
- De Grande Armée
- Confrontatie
- De Rubicon
- Vilnius
- Een hoffelijke oorlog
- Het hart van Rusland
- Totale oorlog
- Koetoezov
- De slag om Moskou
- Een holle zege
- Patstelling
- Vertier in Moskou
- De mars naar nergens
- De terugtocht
- De fata morgana van Smolensk (Zie ook: Slag bij Smolensk)
- Het einde van het leger van Moskou
- De Berezina (Zie ook: Slag aan de Berezina)
- Het rijk van de dood
- Het einde van de tocht
- Zijne Majesteits gezondheid
- De legende

## Boekgegevens
- Adam Zamoyski Napoleon's Fatal March on Moscow, HarperCollins, 644 pag. ISBN 0007123752 (2004); in vertaling 1812. Napoleons fatale veldtocht naar Moskou, uitg. Balans, 2005.

## Boekbespreking
- Boekbespreking